# Ahn Jae-hyun
Ahn Jae-hyun (hangul: 안재현; nascido em 1 de julho de 1987) é um ator e modelo sul-coreano.

## Carreira

### 2009–presente: Inicio de carreira e crescente popularidade
Ahn começou sua carreira no entretenimento como modelo em 2009, aparecendo em desfiles, editoriais de revistas e anúncios publicitários. Ele começou a ser notado em 2011, quando interpretou um "homem de entrega bonito" no show de variedades a cabo Lee Soo-geun and Kim Byung-man's High Society. Ele também apareceu em vários vídeos musicais, como "Sad Song" de Baek A-yeon, "Please Don't" de K.Will e "Gone Not Around Any Longer" de Sistar19.
Em 2013 sua popularidade aumentou, quando foi escalado para um papel coadjuvante como o irmão mais novo da heroína no drama coreano My Love from the Star. Isso levou a mais ofertas de atuação em 2014, como um dos principais personagens da comédia policial You're All Surrounded, e no filme Fashion King. Em 18 de março de 2014 foi confirmado no elenco do  filme de comédia romântica Wedding Bible. Em julho de 2014 participou da trilha sonora da série You're All Surrounded interpretando a canção "That Was You".
Em 2016 se casou com a atriz Ku Hye Sun ,que começou a namorar após o termino das gravações de Blood (2015).
Ahn Jae-Hyun estrelou um dorama em 2016 cujo nome é "Ciderella and four knights". E já está disponível.

### Filmes
| Ano  | Título               | Papel      | Notas        |
| ---- | -------------------- | ---------- | ------------ |
| 2014 | Fashion King         | Kim Won-ho | Protagonista |
| 2015 | Wedding Bible        | —          |              |
| 2016 | Perfect Imperfection | Ann        |              |

### Televisão
| Ano           | Título                                        | Papel             | Notas           |
| ------------- | --------------------------------------------- | ----------------- | --------------- |
| 2011-2012     | Lee Soo-geun and Kim Byung-man's High Society | Entregador bonito | Episódios: 1-53 |
| 2012          | Roller Coaster 2: Shut Up! Flower Boy         | Ele mesmo         |                 |
| 2012          | Korea's Next Top Model Cycle 3                | Ele mesmo         | Episódio: 6     |
| 2012          | Singles' Trend Maker                          | Ele mesmo         |                 |
| 2013-presente | Music Talk Talk Marbling                      | Ele mesmo         | Apresentador    |
| 2013          | Style Log 2013                                | Ele mesmo         |                 |
| 2013-2014     | My Love from the Star                         | Cheon Yoon-jae    | Coadjuvante     |
| 2014-presente | M! Countdown                                  | Ele mesmo         | Apresentador    |
| 2014          | You're All Surrounded                         | Park Tae-il       | Protagonista    |
| 2015          | Blood                                         | Park Ji-Sang      | Protagonista    |
| 2015          | Snow Lotus                                    | Ma Moon-Jae       |                 |
| 2016          | Cinderella And Four Knights                   | Kang Hyun-min     | Protagonista    |
| 2017          | Reunited Worlds                               | Cha Min-joon      |                 |
| 2018          | The Beauty Inside                             | Ryu Eun-ho        | Protagonista    |
| 2019          | People with Flaws                             | Lee Kang Woo      | Protagonista    |

### Aparições em vídeos musicais
| Ano  | Canção                     | Artista              |
| ---- | -------------------------- | -------------------- |
| 2012 | Sad Song                   | Baek A-yeon          |
| 2012 | Please Don't               | K.Will               |
| 2013 | Gone Not Around Any Longer | Sistar19             |
| 2013 | Hello (Teaser)             | Cho Yong-pil         |
| 2014 | Hair Short                 | WINGS                |
| 2014 | The Space Between          | Urban Zakapa x Soyou |
| 2017 | On The Way Home            | No Reply             |

## Discografia

### Colaborações e trilhas sonoras
| Ano  | Canção       | Álbum                     | Duração | Artista    |
| ---- | ------------ | ------------------------- | ------- | ---------- |
| 2013 | Maybe        | Narration                 | 3:38    | Dal Shabet |
| 2014 | That Was You | You're All Surrounded OST | 4:37    | Solo       |

## Modelagem

### Desfiles de moda
- 대한민국 섬유패션대전 (2009)
- Korea Fashion Design Contest – Choi Bum-suk (2010)
- Korea Heritage Fashion Show – Jang Kwang-hyo (2011)
- Pret-a-porter Busan 2013 Spring/Summer – Han Song, Kohshin Satoh (2012)
- Spring/Summer Fashion Week – Song Hye-myung (2013)
- 2013/14 Fall/Winter Solid Homme 25th Anniversary Collection (2013)
- 2013/14 Fall/Winter Seoul Fashion Week – Park Sung-chul, Choi Bum-suk, Kim Sun-ho, Jung Du-young, Kim Jae-hyun, Hong Seung-wan, PLAC Jeans (2013)
- Shanghai Fashion Week Preview – TNGT, EXR

### Revistas
- Arena Korea
- Esquire Korea
- Men's Health Korea
- Vogue Korea
- Elle Girl Korea
- Vogue Girl Korea
- CeCi
- Style H
- Cracker
- Bling
- MAPS
- Ceci Campus

### Endossos
- Sky Vega LTE (2011)
- Sky Vega LTE M (2011)
- Smart Uniform (2012)
- Sky Vega Racer 2 (2012)
- Canon EOS M (2012)
- Hyundai Card (2012)
- Korea Tourism Organization
- LG Uplus
- Bean Pole x Juun.J
- J Accessory
- Adidas
- Jägermeister
- Puma

## Prêmios
| Ano  | Prêmio                          | Categoria          |
| ---- | ------------------------------- | ------------------ |
| 2009 | 4th Asian Model Festival Awards | Best Rookie Model  |
| 2013 | 8th Asian Model Festival Awards | Best Fashion Model |